# Episodi di Robin Hood (serie televisiva 1984) (terza stagione)
La terza stagione della serie televisiva Robin Hood è stata trasmessa nel Regno Unito dal 5 aprile 1986 al 28 giugno 1986 su ITV.
| nº | Titolo originale             | Titolo italiano | Prima TV UK    | Prima TV Italia |
| -- | ---------------------------- | --------------- | -------------- | --------------- |
| 1  | Herne's Son: Part 1          |                 | 5 aprile 1986  |                 |
| 2  | Herne's Son: Part 2          |                 | 12 aprile 1986 |                 |
| 3  | The Power of Albion          |                 | 19 aprile 1986 |                 |
| 4  | The Inheritance              |                 | 26 aprile 1986 |                 |
| 5  | The Sheriff of Nottingham    |                 | 3 maggio 1986  |                 |
| 6  | The Cross of St. Ciricus     |                 | 10 maggio 1986 |                 |
| 7  | Cromm Cruac                  |                 | 17 maggio 1986 |                 |
| 8  | The Betrayal                 |                 | 24 maggio 1986 |                 |
| 9  | Adam Bell                    |                 | 31 maggio 1986 |                 |
| 10 | The Pretender                |                 | 7 giugno 1986  |                 |
| 11 | Rutterkin                    |                 | 14 giugno 1986 |                 |
| 12 | The Time of the Wolf: Part 1 |                 | 21 giugno 1986 |                 |
| 13 | The Time of the Wolf: Part 2 |                 | 28 giugno 1986 |                 |